# Лосева, Полина
Полина Лосева (род. 1989, Москва) — российский научный журналист, популяризатор науки, биолог, физиолог, специалист по физиологии человека и клеточной биологии. Редактор «N + 1». Автор книги «Против часовой стрелки: Что такое старение и как с ним бороться» (издательство «Альпина нон-фикшн», 2020). Лауреат премии «Научный журналист года» (2021), также получила второе место на конкурсе European Science Journalist of the Year.
В детстве мечтала стать археологом.
Окончила кафедру эмбриологии биологического факультета МГУ (2011).
Специализировалась по эмбрионам, ранним стадиям жизни.
Работала научным журналистом и обозревателем порталов «Элементы», «Чердак», N + 1. Ныне редактор последнего. Лектор фонда «Эволюция» и проекта LevelOne.
Пишет о биотехнологиях, медицине, зародышевом развитии и старении.
Победитель конкурсов научной журналистики «Био/мол/текст» (где её работы дважды побеждали в номинации «Свободная тема» — в 2017 и 2018 годах) и Tech-in-media.
В 2019 году попала в шорт-лист премии «Научный журналист года», её лауреат 2021 года, также получила второе место на конкурсе European Science Journalist of the Year.
Её книга «Против часовой стрелки: Что такое старение и как с ним бороться» попала в «длинный список» премии «Просветитель» 2020 года (рецензия на «Биомолекуле»). Также книга получила высокие оценки экспертов программы «Всенаука» и в 2022 году стала доступной для бесплатного и легального скачивания.
Автор статей на Биомолекуле, на порталах «Чердак», N + 1, «Элементы», OYLA.